# Bóng chuyền tại Đại hội Thể thao châu Á 2010 - Nữ
Giải bóng chuyền nữ tại Đại hội Thể thao châu Á 2010 lần thứ 13, tổ chức bởi cơ quan quản lý châu Á, AVC. Được tổ chức tại Quảng Châu, Trung Quốc từ 18 đến 27 tháng 11 năm 2010. Tất cả các trận đấu biểu diễn tại sân vận động Guangwai nhưng trao huy chương tại Sân vận động Guangzhou.

## Kết quả
Tất cả là giờ chuẩn Trung Quốc (UTC+08:00)

### Vòng loại

#### Bảng A
|      |            |     | Trận | Trận | Điểm | Điểm | Điểm  | Set | Set | Set   |
| Hạng | Đội        | Pts | W    | L    | W    | L    | Tỉ lệ | W   | L   | Tỉ lệ |
| ---- | ---------- | --- | ---- | ---- | ---- | ---- | ----- | --- | --- | ----- |
| 1    | Trung Quốc | 8   | 4    | 0    | 360  | 225  | 1.600 | 12  | 3   | 4.000 |
| 2    | Hàn Quốc   | 7   | 3    | 1    | 320  | 214  | 1.495 | 11  | 3   | 3.667 |
| 3    | Thái Lan   | 6   | 2    | 2    | 295  | 232  | 1.272 | 7   | 6   | 1.167 |
| 4    | Mông Cổ    | 5   | 1    | 3    | 175  | 251  | 0.697 | 3   | 9   | 0.333 |
| 5    | Tajikistan | 4   | 0    | 4    | 72   | 300  | 0.240 | 0   | 12  | 0.000 |

| Ngày        | Thời gian |            | Điểm |            | Set 1 | Set 2 | Set 3 | Set 4 | Set 5 | Tổng   | Nguồn   |
| ----------- | --------- | ---------- | ---- | ---------- | ----- | ----- | ----- | ----- | ----- | ------ | ------- |
| 18 tháng 11 | 18:00     | Thái Lan   | 0–3  | Hàn Quốc   | 20–25 | 19–25 | 17–25 |       |       | 56–75  | Báo cáo |
| 18 tháng 11 | 20:00     | Tajikistan | 0–3  | Trung Quốc | 5–25  | 4–25  | 2–25  |       |       | 11–75  | Báo cáo |
| 19 tháng 11 | 12:00     | Mông Cổ    | 0–3  | Thái Lan   | 6–25  | 9–25  | 22–25 |       |       | 37–75  | Báo cáo |
| 19 tháng 11 | 18:00     | Hàn Quốc   | 3–0  | Tajikistan | 25–4  | 25–7  | 25–3  |       |       | 75–14  | Báo cáo |
| 20 tháng 11 | 18:00     | Tajikistan | 0–3  | Mông Cổ    | 9–25  | 6–25  | 11–25 |       |       | 26–75  | Báo cáo |
| 20 tháng 11 | 20:00     | Trung Quốc | 3–2  | Hàn Quốc   | 23–25 | 23–25 | 25–22 | 25–17 | 15–6  | 111–95 | Báo cáo |
| 21 tháng 11 | 18:00     | Thái Lan   | 3–0  | Tajikistan | 25–7  | 25–8  | 25–6  |       |       | 75–21  | Báo cáo |
| 21 tháng 11 | 20:00     | Mông Cổ    | 0–3  | Trung Quốc | 9–25  | 13–25 | 8–25  |       |       | 30–75  | Báo cáo |
| 22 tháng 11 | 12:00     | Hàn Quốc   | 3–0  | Mông Cổ    | 25–7  | 25–12 | 25–14 |       |       | 75–33  | Báo cáo |
| 22 tháng 11 | 20:00     | Trung Quốc | 3–1  | Thái Lan   | 25–23 | 25–21 | 24–26 | 25–19 |       | 99–89  | Báo cáo |

#### Bảng B
|      |                   |     | Trận | Trận | Điểm | Điểm | Điểm  | Set | Set | Set   |
| Hạng | Đội               | Pts | W    | L    | W    | L    | Tỉ lệ | W   | L   | Tỉ lệ |
| ---- | ----------------- | --- | ---- | ---- | ---- | ---- | ----- | --- | --- | ----- |
| 1    | Kazakhstan        | 10  | 5    | 0    | 443  | 317  | 1.397 | 15  | 4   | 3.750 |
| 2    | CHDCND Triều Tiên | 9   | 4    | 1    | 431  | 316  | 1.364 | 14  | 3   | 4.667 |
| 3    | Nhật Bản          | 8   | 3    | 2    | 395  | 344  | 1.148 | 10  | 8   | 1.250 |
| 4    | Đài Bắc Trung Hoa | 7   | 2    | 3    | 429  | 365  | 1.175 | 11  | 9   | 1.222 |
| 5    | Ấn Độ             | 6   | 1    | 4    | 260  | 319  | 0.815 | 3   | 12  | 0.250 |
| 6    | Maldives          | 5   | 0    | 5    | 78   | 375  | 0.208 | 0   | 15  | 0.000 |

| Ngày        | Thời gian |                   | Điểm |                   | Set 1 | Set 2 | Set 3 | Set 4 | Set 5 | Tổng    | Nguồn   |
| ----------- | --------- | ----------------- | ---- | ----------------- | ----- | ----- | ----- | ----- | ----- | ------- | ------- |
| 18 tháng 11 | 12:00     | Kazakhstan        | 3–0  | Maldives          | 25–7  | 25–6  | 25–3  |       |       | 75–16   | Báo cáo |
| 18 tháng 11 | 14:00     | Đài Bắc Trung Hoa | 2–3  | Nhật Bản          | 25–19 | 17–25 | 26–24 | 17–25 | 15–17 | 100–110 | Báo cáo |
| 18 tháng 11 | 16:00     | CHDCND Triều Tiên | 3–0  | Ấn Độ             | 25–23 | 25–13 | 25–20 |       |       | 75–56   | Báo cáo |
| 19 tháng 11 | 14:00     | Maldives          | 0–3  | Ấn Độ             | 6–25  | 7–25  | 6–25  |       |       | 19–75   | Báo cáo |
| 19 tháng 11 | 16:00     | Kazakhstan        | 3–1  | Đài Bắc Trung Hoa | 25–19 | 17–25 | 25–19 | 25–19 |       | 92–82   | Báo cáo |
| 19 tháng 11 | 20:00     | Nhật Bản          | 0–3  | CHDCND Triều Tiên | 21–25 | 17–25 | 13–25 |       |       | 51–75   | Báo cáo |
| 20 tháng 11 | 12:00     | Đài Bắc Trung Hoa | 3–0  | Maldives          | 25–4  | 25–10 | 25–5  |       |       | 75–19   | Báo cáo |
| 20 tháng 11 | 14:00     | CHDCND Triều Tiên | 2–3  | Kazakhstan        | 22–25 | 25–22 | 25–17 | 16–25 | 10–15 | 98–104  | Báo cáo |
| 20 tháng 11 | 16:00     | Ấn Độ             | 0–3  | Nhật Bản          | 23–25 | 16–25 | 17–25 |       |       | 56–75   | Báo cáo |
| 21 tháng 11 | 12:00     | Kazakhstan        | 3–0  | Ấn Độ             | 25–18 | 25–9  | 25–10 |       |       | 75–37   | Báo cáo |
| 21 tháng 11 | 14:00     | Maldives          | 0–3  | Nhật Bản          | 7–25  | 1–25  | 8–25  |       |       | 16–75   | Báo cáo |
| 21 tháng 11 | 16:00     | Đài Bắc Trung Hoa | 2–3  | CHDCND Triều Tiên | 25–17 | 28–26 | 18–25 | 14–25 | 12–15 | 97–108  | Báo cáo |
| 22 tháng 11 | 14:00     | Ấn Độ             | 0–3  | Đài Bắc Trung Hoa | 12–25 | 12–25 | 12–25 |       |       | 36–75   | Báo cáo |
| 22 tháng 11 | 16:00     | Nhật Bản          | 1–3  | Kazakhstan        | 15–25 | 25–22 | 23–25 | 21–25 |       | 84–97   | Báo cáo |
| 22 tháng 11 | 18:00     | CHDCND Triều Tiên | 3–0  | Maldives          | 25–4  | 25–1  | 25–3  |       |       | 75–8    | Báo cáo |

### Vị trí 9–11
|  | Vị trí 9–11 | Vị trí 9–11 |   |  | Vị trí 9–10 | Vị trí 9–10 |  |
|  |             |             |   |  |             |             |  |
|  | 24 tháng 11 |             |   |  |             |             |  |
|  | Ấn Độ       |             |   |  |             |             |  |
|  | Bye         |             |   |  |             |             |  |
|  |             |             |   |  |             |             |  |
|  |             |             |   |  | 25 tháng 11 |             |  |
|  |             |             |   |  | Ấn Độ       | 3           |  |
|  |             | Maldives    | 0 |  |             |             |  |
|  |             |             |   |  |             |             |  |
|  |             |             |   |  |             |             |  |
|  |             |             |   |  |             |             |  |
|  | 24 tháng 11 |             |   |  |             |             |  |
|  | Tajikistan  | 0           |   |  |             |             |  |
|  | Maldives    | 3           |   |  |             |             |  |

#### Bán kết
| Ngày        | Thời gian |            | Điểm |          | Set 1 | Set 2 | Set 3 | Set 4 | Set 5 | Tổng  | Nguồn   |
| ----------- | --------- | ---------- | ---- | -------- | ----- | ----- | ----- | ----- | ----- | ----- | ------- |
| 24 tháng 11 | 12:00     | Tajikistan | 0–3  | Maldives | 21–25 | 24–26 | 18–25 |       |       | 63–76 | Báo cáo |

#### Vị trí 9–10
| Ngày        | Thời gian |       | Điểm |          | Set 1 | Set 2 | Set 3 | Set 4 | Set 5 | Tổng  | Nguồn   |
| ----------- | --------- | ----- | ---- | -------- | ----- | ----- | ----- | ----- | ----- | ----- | ------- |
| 25 tháng 11 | 12:00     | Ấn Độ | 3–0  | Maldives | 25–4  | 25–5  | 25–7  |       |       | 75–16 | Báo cáo |

### Vòng cuối
|  | Tứ kết            | Tứ kết            |             |   | Bán kết               | Bán kết               |  |  | Tranh huy chương vàng | Tranh huy chương vàng |
|  |                   |                   |             |   |                       |                       |  |  |                       |                       |
|  | 24 tháng 11       |                   |             |   |                       |                       |  |  |                       |                       |
|  |                   |                   |             |   |                       |                       |  |  |                       |                       |
|  | Kazakhstan        | 3                 |             |   |                       |                       |  |  |                       |                       |
|  | Kazakhstan        | 3                 | 25 tháng 11 |   |                       |                       |  |  |                       |                       |
|  | Mông Cổ           | 0                 |             |   |                       |                       |  |  |                       |                       |
|  | Mông Cổ           | 0                 | Kazakhstan  | 0 |                       |                       |  |  |                       |                       |
|  | 24 tháng 11       |                   | Kazakhstan  | 0 |                       |                       |  |  |                       |                       |
|  |                   | Hàn Quốc          | 3           |   |                       |                       |  |  |                       |                       |
|  | Hàn Quốc          | Hàn Quốc          | 3           | 3 |                       |                       |  |  |                       |                       |
|  | Hàn Quốc          |                   | 27 tháng 11 | 3 |                       |                       |  |  |                       |                       |
|  | Nhật Bản          | 0                 |             |   |                       |                       |  |  |                       |                       |
|  | Nhật Bản          | 0                 | Hàn Quốc    | 2 |                       |                       |  |  |                       |                       |
|  | 24 tháng 11       |                   | Hàn Quốc    | 2 |                       |                       |  |  |                       |                       |
|  |                   | Trung Quốc        | 3           |   |                       |                       |  |  |                       |                       |
|  | Trung Quốc        | Trung Quốc        | 3           | 3 |                       |                       |  |  |                       |                       |
|  | Trung Quốc        | 25 tháng 11       |             | 3 |                       |                       |  |  |                       |                       |
|  | Đài Bắc Trung Hoa | 0                 |             |   |                       |                       |  |  |                       |                       |
|  | Đài Bắc Trung Hoa | 0                 | Trung Quốc  | 3 |                       |                       |  |  |                       |                       |
|  | 24 tháng 11       |                   | Trung Quốc  | 3 |                       |                       |  |  |                       |                       |
|  |                   | CHDCND Triều Tiên | 0           |   | Tranh huy chương đồng | Tranh huy chương đồng |  |  |                       |                       |
|  | CHDCND Triều Tiên | CHDCND Triều Tiên | 0           | 3 | Tranh huy chương đồng | Tranh huy chương đồng |  |  |                       |                       |
|  | CHDCND Triều Tiên |                   | 27 tháng 11 | 3 |                       |                       |  |  |                       |                       |
|  | Thái Lan          | 2                 |             |   |                       |                       |  |  |                       |                       |
|  | Thái Lan          | 2                 | Kazakhstan  | 3 |                       |                       |  |  |                       |                       |
|  |                   |                   |             |   |                       |                       |  |  |                       |                       |
|  | CHDCND Triều Tiên | 0                 |             |   |                       |                       |  |  |                       |                       |
|  | CHDCND Triều Tiên | 0                 |             |   |                       |                       |  |  |                       |                       |

|  | Vị trí 5–8        | Vị trí 5–8 |             |   | Vị trí 5–6 | Vị trí 5–6 |
|  |                   |            |             |   |            |            |
|  | 25 tháng 11       |            |             |   |            |            |
|  |                   |            |             |   |            |            |
|  | Mông Cổ           | 0          |             |   |            |            |
|  | Mông Cổ           | 0          | 27 tháng 11 |   |            |            |
|  | Nhật Bản          | 3          |             |   |            |            |
|  | Nhật Bản          | 3          | Nhật Bản    | 1 |            |            |
|  | 25 tháng 11       |            | Nhật Bản    | 1 |            |            |
|  |                   | Thái Lan   | 3           |   |            |            |
|  | Đài Bắc Trung Hoa | Thái Lan   | 3           | 0 |            |            |
|  | Đài Bắc Trung Hoa |            |             | 0 |            |            |
|  | Thái Lan          | 3          |             |   |            |            |
|  | Thái Lan          | 3          | Vị trí 7–8  |   |            |            |
|  |                   |            |             |   |            |            |
|  | 27 tháng 11       |            |             |   |            |            |
|  |                   |            |             |   |            |            |
|  | Mông Cổ           | 0          |             |   |            |            |
|  | Mông Cổ           | 0          |             |   |            |            |
|  | Đài Bắc Trung Hoa | 3          |             |   |            |            |

#### Bán kết
| Ngày        | Thời gian |                   | Điểm |                   | Set 1 | Set 2 | Set 3 | Set 4 | Set 5 | Tổng   | Nguồn   |
| ----------- | --------- | ----------------- | ---- | ----------------- | ----- | ----- | ----- | ----- | ----- | ------ | ------- |
| 24 tháng 11 | 14:00     | CHDCND Triều Tiên | 3–2  | Thái Lan          | 25–23 | 17–25 | 27–25 | 7–25  | 15–12 | 91–110 | Báo cáo |
| 24 tháng 11 | 16:00     | Hàn Quốc          | 3–0  | Nhật Bản          | 25–16 | 25–22 | 25–15 |       |       | 75–53  | Báo cáo |
| 24 tháng 11 | 18:00     | Kazakhstan        | 3–0  | Mông Cổ           | 25–18 | 25–8  | 25–12 |       |       | 75–38  | Báo cáo |
| 24 tháng 11 | 20:00     | Trung Quốc        | 3–0  | Đài Bắc Trung Hoa | 25–10 | 25–18 | 25–19 |       |       | 75–47  | Báo cáo |

#### Vị trí 5–8
| Ngày        | Thời gian |                   | Điểm |          | Set 1 | Set 2 | Set 3 | Set 4 | Set 5 | Tổng  | Nguồn   |
| ----------- | --------- | ----------------- | ---- | -------- | ----- | ----- | ----- | ----- | ----- | ----- | ------- |
| 25 tháng 11 | 14:00     | Mông Cổ           | 0–3  | Nhật Bản | 15–25 | 6–25  | 11–25 |       |       | 32–75 | Báo cáo |
| 25 tháng 11 | 16:00     | Đài Bắc Trung Hoa | 0–3  | Thái Lan | 13–25 | 22–25 | 27–29 |       |       | 62–79 | Báo cáo |

#### Bán kết
| Ngày        | Thời gian |            | Điểm |                   | Set 1 | Set 2 | Set 3 | Set 4 | Set 5 | Tổng  | Nguồn   |
| ----------- | --------- | ---------- | ---- | ----------------- | ----- | ----- | ----- | ----- | ----- | ----- | ------- |
| 25 tháng 11 | 18:00     | Kazakhstan | 0–3  | Hàn Quốc          | 15–25 | 17–25 | 19–25 |       |       | 51–75 | Báo cáo |
| 25 tháng 11 | 20:00     | Trung Quốc | 3–0  | CHDCND Triều Tiên | 25–11 | 25–20 | 25–15 |       |       | 75–46 | Báo cáo |

#### Vị trí 7–8
| Ngày        | Thời gian |         | Điểm |                   | Set 1 | Set 2 | Set 3 | Set 4 | Set 5 | Tổng  | Nguồn   |
| ----------- | --------- | ------- | ---- | ----------------- | ----- | ----- | ----- | ----- | ----- | ----- | ------- |
| 27 tháng 11 | 10:00     | Mông Cổ | 0–3  | Đài Bắc Trung Hoa | 18–25 | 11–25 | 11–25 |       |       | 40–75 | Báo cáo |

#### Vị trí 5–6
| Ngày        | Thời gian |          | Điểm |          | Set 1 | Set 2 | Set 3 | Set 4 | Set 5 | Tổng   | Nguồn   |
| ----------- | --------- | -------- | ---- | -------- | ----- | ----- | ----- | ----- | ----- | ------ | ------- |
| 27 tháng 11 | 12:30     | Nhật Bản | 1–3  | Thái Lan | 12–25 | 28–26 | 14–25 | 26–28 |       | 80–104 | Báo cáo |

#### Tranh huy chương đồng
| Ngày        | Thời gian |            | Điểm |                   | Set 1 | Set 2 | Set 3 | Set 4 | Set 5 | Tổng  | Nguồn   |
| ----------- | --------- | ---------- | ---- | ----------------- | ----- | ----- | ----- | ----- | ----- | ----- | ------- |
| 27 tháng 11 | 10:00     | Kazakhstan | 3–0  | CHDCND Triều Tiên | 25–21 | 25–16 | 25–22 |       |       | 75–59 | Báo cáo |

#### Tranh huy chương vàng
| Ngày        | Thời gian |          | Điểm |            | Set 1 | Set 2 | Set 3 | Set 4 | Set 5 | Tổng   | Nguồn   |
| ----------- | --------- | -------- | ---- | ---------- | ----- | ----- | ----- | ----- | ----- | ------ | ------- |
| 27 tháng 11 | 14:00     | Hàn Quốc | 2–3  | Trung Quốc | 25–21 | 25–22 | 10–25 | 17–25 | 14–16 | 91–109 | Báo cáo |

## Bảng xếp hạng
| Hạng | Đội               | Pld | W | L |
| ---- | ----------------- | --- | - | - |
| 1    | Trung Quốc        | 7   | 7 | 0 |
| 2    | Hàn Quốc          | 7   | 5 | 2 |
| 3    | Kazakhstan        | 8   | 7 | 1 |
| 4    | CHDCND Triều Tiên | 8   | 5 | 3 |
| 5    | Thái Lan          | 7   | 4 | 3 |
| 6    | Nhật Bản          | 8   | 4 | 4 |
| 7    | Đài Bắc Trung Hoa | 8   | 3 | 5 |
| 8    | Mông Cổ           | 7   | 1 | 6 |
| 9    | Ấn Độ             | 6   | 2 | 4 |
| 10   | Maldives          | 7   | 1 | 6 |
| 11   | Tajikistan        | 5   | 0 | 5 |

## Liên kết
- Trang chính thức Lưu trữ ngày 9 tháng 3 năm 2012 tại Wayback Machine